# Eicochrysops antoto
Eicochrysops antoto är en fjärilsart som beskrevs av Embrik Strand 1911. Eicochrysops antoto ingår i släktet Eicochrysops och familjen juvelvingar. Inga underarter finns listade i Catalogue of Life.